# Cahiagué
 (avril 2018).
Si vous disposez d'ouvrages ou d'articles de référence ou si vous connaissez des sites web de qualité traitant du thème abordé ici, merci de compléter l'article en donnant les références utiles à sa vérifiabilité et en les liant à la section « Notes et références ».
Le village de Cahiagué était situé près de l'actuelle ville de Hawkestone en Ontario. C'était la capitale du territoire des Ahrendarrhonons, tribu de Hurons.
Samuel de Champlain écrit que le village comportait 200 cabanes.